# Brisen
Brisen är ett berg i Schweiz.   Det ligger i kantonen Uri, i den centrala delen av landet, 80 km öster om huvudstaden Bern. Toppen på Brisen är 2 404 meter över havet, eller 574 meter över den omgivande terrängen. Bredden vid basen är 5,6 km.
Terrängen runt Brisen är huvudsakligen mycket bergig. Runt Brisen är det ganska glesbefolkat, med 47 invånare per kvadratkilometer.. Närmaste större samhälle är Horw, 17,3 km nordväst om Brisen. 
I omgivningarna runt Brisen växer i huvudsak blandskog.